# كراسيمير كراستيف
كراسيمير كراستيف (بالبلغارية: Красимир Кръстев)‏ هو لاعب كرة قدم بلغاري في مركز الوسط، ولد في 26 أغسطس 1984 في بلوفديف في بلغاريا. لعب مع نادي بوتيف بلوفديف.

## وصلات خارجية
- كراسيمير كراستيف على موقع قاعدة بيانات كرة القدم.إي يو (الإنجليزية)